# Simonyi járás

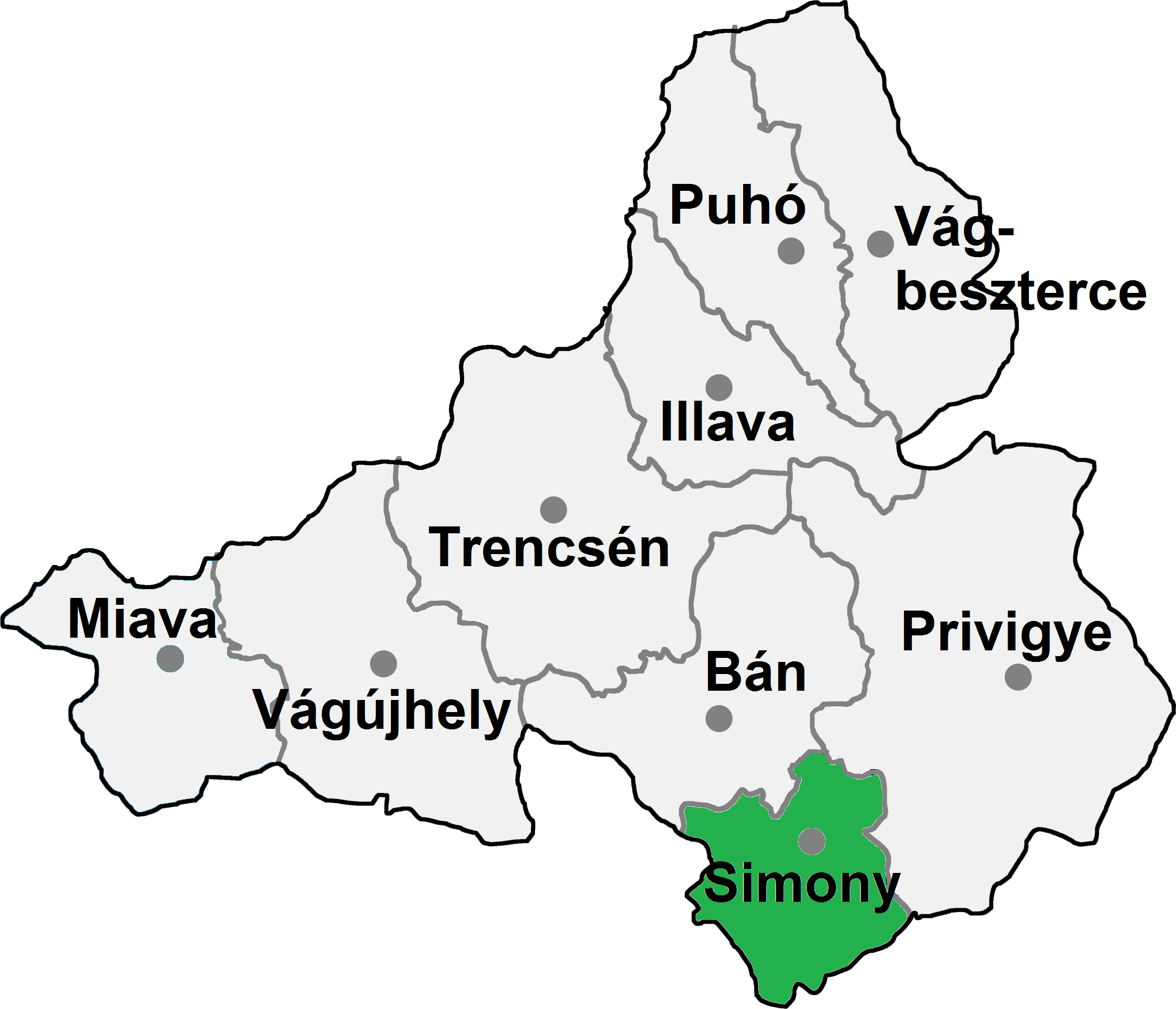
A Simonyi járás

A Simonyi járás (Okres Partizánske) Szlovákia Trencséni kerületének közigazgatási egysége. Területe 301 km², lakosainak száma 47 166 (2011), székhelye Simony (Partizánske). A járás legnagyobb része az egykori Bars vármegye, északon egy kis rész Nyitra vármegye területe volt.

## Népessége
| Év:            | 1994.  | 2004.   | 2014.   | 2024.   |
| -------------- | ------ | ------- | ------- | ------- |
| Emberek száma: | 48 469 | 47 573  | 46 462  | 43 201  |
| Eltérés:       |        | -1,84 % | -2,33 % | -7,01 % |

| Év:            | 2023.  | 2024.   |
| -------------- | ------ | ------- |
| Emberek száma: | 43 509 | 43 201  |
| Eltérés:       |        | -0,70 % |

## A Simonyi járás települései
- Apátlévna (Livinské Opatovce)
- Bossány (Bošany)
- Brogyán (Brodzany)
- Jaskafalva (Ješkova Ves)
- Kalacsna (Kolačno)
- Kinorány (Chynorany)
- Kiskeresnye (Malé Kršteňany)
- Kisugróc (Malé Uherce)
- Lévna (Livina)
- Nadány (Nedanovce)
- Nagykeresnye (Veľké Kršteňany)
- Nagykolos (Veľký Klíž)
- Nagyugróc (Veľké Uherce)
- Nádlány (Nadlice)
- Nyitrazsámbokrét (Žabokreky nad Nitrou)
- Ószéplak (Krásno)
- Pázsit (Pažiť)
- Sándori (Ostratice)
- Simony (Partizánske)
- Sziklavárhely (Hradište)
- Szkacsány (Skačany)
- Tőkésújfalu (Klátova Nová Ves)
- Turcsány (Turčianky)